# Wilfredo León
Wilfredo León Venero (Santiago di Cuba, 31 luglio 1993) è un pallavolista cubano naturalizzato polacco, schiacciatore dell'LKPS.

## Biografia
È sposato dal 2016 con una donna polacca di nome Małgorzata, grazie alla quale ha ottenuto la cittadinanza polacca.

## Carriera
Iniziò a giocare a pallavolo all'età di sette anni, apprendendo le basi del gioco sotto la guida di sua madre, Alina Rosario, che divenne il suo primo allenatore. Il 24 maggio 2008 a Düsseldorf, all'età di 14 anni e 10 mesi, tenne la sua prima partita ufficiale con la nazionale cubana. Il 21 giugno 2008, a L'Avana, giocò la sua prima partita di World League, contro la nazionale russa.
Nella World League del 2009, fu uno dei protagonisti della nazionale cubana; pochi giorni dopo la fine della World League, il 31 luglio 2009, giorni del suo sedicesimo compleanno, disputò la prima partita del campionato mondiale Under-21 in India, il più giovane giocatore del torneo, concludendo con la medaglia d'argento, alle spalle del Brasile.
Nel mese di ottobre disputò il campionato nordamericano a Porto Rico, dove vinse la medaglia d'oro e tre premi individuali: miglior schiacciatore, miglior giovane e MVP. Il 2009 si conclude con la medaglia d'argento alla Grand Champions Cup a Osaka dietro, ancora una volta, al Brasile.
Nel 2010, con la nazionale cubana, arriva alle Final Six di World League, arrivando però quarto. Ai campionati del mondo, in Italia arriva secondo dietro al Brasile. Nello stesso anno vince la prima edizione dei Giochi olimpici giovanili.
Nel 2011, a seguito dell'esclusione di Robertlandy Simón dalla nazionale, diventa il più giovane capitano della storia della World League, a soli 17 anni. Nel 2013, insieme a Yoandri Díaz, viene escluso dalla nazionale cubana per aver cercato un accordo per giocare all'estero.
Torna sui campi da gioco nella stagione 2014-15 ingaggiato dal club russo del Volejbol'nyj klub Zenit-Kazan', dove resta per quattro annate e con cui si aggiudica quattro Coppe di Russia, quattro Champions League, quattro scudetti, tre Supercoppe russe e il campionato mondiale per club 2017.
Nella stagione 2018-19 si accasa alla Sir Safety Perugia, nella Serie A1 italiana, vincendo tre Coppe Italia, quattro Supercoppe italiane, due campionati mondiali per club, ottenendo, nell'edizione 2022, anche il premio come miglior schiacciatore, e lo scudetto 2023-24.
Nel 2019 esordisce nella nazionale polacca, con la quale conquista, nello stesso anno, il bronzo al campionato europeo e l'argento in Coppa del Mondo, mentre nel 2021 vince la medaglia d'argento alla Volleyball Nations League e quella di bronzo al campionato europeo. Nel 2023 si aggiudica l'oro alla Volleyball Nations League e al campionato europeo, dove è premiato sia come miglior schiacciatore che come miglior giocatore e nel 2024 il bronzo alla Volleyball Nations League e l'argento ai Giochi della XXXIII Olimpiade.
Per la stagione 2024-25 si trasferisce nella Polska Liga Siatkówki, ingaggiato dall'LKPS, con cui vince il campionato, venendo premiato come MVP, e la Challenge Cup; nel 2025, con la nazionale, mette al collo la medaglia d'oro alla Volleyball Nations League, premiato anche come miglior schiacciatore.

## Palmarès

### Club
- Campionato cubano: 3

2008-09, 2009-10, 2010-11
- Campionato russo: 4

2014-15, 2015-16, 2016-17, 2017-18
- Campionato italiano: 1

2023-24
- Campionato polacco: 1

2024-25
- Coppa di Russia: 4

2014, 2015, 2016, 2017
- Coppa del Qatar: 1

2016
- Coppa Italia: 3

2018-19, 2021-22, 2023-24
- Supercoppa russa: 3

2015, 2016, 2017
- Supercoppa italiana: 4

2019, 2020, 2022, 2023
- Campionato mondiale per club: 3

2017, 2022, 2023
- CEV Champions League: 4

2014-15, 2015-16, 2016-17, 2017-18
- Challenge Cup: 1

2024-25

### Nazionale (competizioni minori)
- Campionato mondiale Under-21 2009
- Campionato nordamericano Under-19 2010
- Giochi olimpici giovanili 2010
- Giochi panamericani 2011
- Memorial Hubert Wagner 2021
- Memorial Hubert Wagner 2023

### Premi individuali
- 2009 - World League: Miglior servizio
- 2009 - Campionato nordamericano: MVP
- 2009 - Campionato nordamericano: Miglior schiacciatore
- 2009 - Campionato nordamericano: Miglior giovane
- 2010 - Campionato cubano: MVP
- 2010 - Campionato cubano: Miglior schiacciatore
- 2010 - Campionato nordamericano Under-19: MVP
- 2010 - Campionato nordamericano Under-19: Miglior realizzatore
- 2010 - Campionato nordamericano Under-19: Miglior attaccante
- 2011 - Campionato cubano: MVP
- 2011 - Campionato nordamericano: Miglior realizzatore
- 2011 - Campionato nordamericano: Miglior attaccante
- 2011 - Giochi panamericani: MVP
- 2015 - Champions League: Miglior schiacciatore
- 2015 - Champions League: MVP
- 2016 - Champions League: Miglior schiacciatore
- 2016 - Champions League: MVP
- 2016 - Campionato mondiale per club: Miglior schiacciatore
- 2016 - Coppa del Qatar: MVP
- 2017 - Champions League: Miglior schiacciatore
- 2017 - Campionato mondiale per club: Miglior schiacciatore
- 2018 - Champions League: Miglior schiacciatore
- 2019 - Coppa Italia: MVP
- 2019 - Superlega: Miglior attaccante
- 2019 - Superlega: Miglior servizio[24]
- 2019 - Coppa del Mondo: Miglior schiacciatore
- 2019 - Supercoppa italiana: MVP
- 2021 - Memorial Hubert Wagner: MVP
- 2022 - Coppa Italia: MVP
- 2022 - Campionato mondiale per club: Miglior schiacciatore
- 2023 - Campionato europeo: MVP
- 2023 - Campionato europeo: Miglior schiacciatore
- 2025 - Campionato polacco: MVP
- 2025 - Volleyball Nations League maschile: Miglior schiacciatore